# Giulia Emmolo
Giulia Emmolo, född 16 oktober 1991 i Imperia, är en italiensk vattenpolospelare (anfallare) som spelar för Rari Nantes Imperia. Hon ingick i Italiens damlandslag i vattenpolo vid olympiska sommarspelen 2012.
Emmolo gjorde åtta mål i den olympiska vattenpoloturneringen 2012 i London där Italien kom på sjunde plats. Hon spelade även i det italienska landslag som tog silvret vid den olympiska vattenpoloturneringen 2016 i Rio de Janeiro.
Emmolo tog EM-guld år 2012 i Eindhoven och ingick i laget som kom på fjärde plats i VM 2011 i Shanghai. Med klubblaget Imperia vann Emmolo sitt första italienska mästerskap år 2014 och fick vara med i juryn för Miss Italia Liguria-tävlingen senare samma år.